# Бутурлин, Александр Борисович
Граф (1760) Алекса́ндр Бори́сович Бутурли́н (18 (29) июля 1704 — 31 августа [11 сентября] 1767, Москва) — русский военачальник из рода Бутурлиных, генерал-фельдмаршал (1756), московский градоначальник.

## Биография
Сын, умершего от раны полученной в сражении при Лесном в 1708 году, капитана гвардии Бориса Ивановича Бутурлина, внук боярина Ивана Васильевича Бутурлина. Родился 18 (29) июля 1704 года (источники также указывают год рождения: 1694).
После гибели отца воспитывался его старшим братом, Петром Ивановичем Бутурлиным (больше известном как «князь-папа» устроенного Петром I «Всешутейшего, всепьянейшего и сумасброднейшего собора»).
В 1714 году был записан солдатом в гвардию, с 1716 по 1720 год обучался во вновь учреждённой морской академии, где преподавались науки, необходимые для мореплавания, фехтование и некоторые иностранные языки.
В 1720 году Бутурлин был взят Петром I в денщики, и в этом звании сопутствовал государю в походах против шведов и персов и участвовал в некоторых сражениях. Он пользовался доверием Петра, который доверял ему исполнение самых секретных поручений.
При Екатерине I Бутурлин был пожалован в гоф-юнкеры, потом в камер-юнкеры и наконец в камергеры цесаревны Елизаветы (любовником которой он слыл), а при Петре II, будучи уже кавалером ордена Святого Александра Невского, был произведён в генерал-майоры армии и в унтер-лейтенанты кавалергардского корпуса. Но вскоре, вследствие ссоры с любимцем Петра II, князем Иваном Долгоруковым, Бутурлин был удалён в воинскую часть, расквартированную в Малороссии.
В 1731−1733 годах участвовал в разных сражениях с закавказскими народами. В 1735 году был назначен смоленским губернатором.
В 1738 году под начальством Миниха служил в армии, действовавшей против турок; потом до 1739 включительно охранял Малороссию, а по прекращении военных действий вступил опять в должность смоленского губернатора.
Анна Леопольдовна в 1740 году произвела его в генерал-кригскомиссары и генерал-лейтенанты, а императрица Елизавета назначила его в 1741 году главным правителем Малороссии; затем, по случаю войны с Швецией, в 1742 году поручила ему начальство над войсками, расположенными в Эстляндии, Лифляндии и Великих Луках, произвела в генерал-аншефы (1742)
С 1742 года сенатор и московский генерал-губернатор (большей частью жил в Санкт-Петербурге).
В 1747 году Бутурлин получил звание генерал-адъютанта, в 1749 году — чин подполковника лейб-гвардии Преображенского полка, через два года получил орден Святого апостола Андрея Первозванного, а в 1756 году — фельдмаршальский жезл, с повелением присутствовать в конференции министров.
В 1760 году Бутурлин с потомством возведён в графское Российской империи достоинство.
Это было время Семилетней войны. Главнокомандующий Пётр Салтыков был болен, и в армии, действовавшей против Фридриха, произошло много упущений и послаблений. Силезия, где он стоял, была разорена, жители разогнаны, и нашей армии трудно было продовольствоваться.
Главнокомандующим на место Салтыкова назначен был Бутурлин. Статный, как отзываются о нём современники, красивый, даже хорошо образованный, Бутурлин мог быть, однако, скорее ловким придворным, может быть администратором, чем полководцем.
Сохранился характерный анекдот, что великий князь Павел Петрович, тогда 6-летний ребёнок, сказал окружавшим его про Бутурлина, когда последний явился во дворец, перед отъездом в армию, откланяться государыне: «Пётр Семёнович (то есть Салтыков) поехал мир делать, и мира не сделал, — а этот теперь, конечно, ни мира, ни войны не сделает». Предсказание это сбылось. Излишняя осторожность Бутурлина, натянутые отношения с австрийским главнокомандующим Дауном давали явный перевес Фридриху. Бутурлин объяснял эту осторожность, граничившую с трусостью, тем, что он щадит солдат. Императрица отвечала на это, что она всегда рекомендовала щадить их, но считает непозволительным это там, где выгодно действовать, и явно выражала неудовольствие, узнав стороной, что прусский генерал Платен пробрался в Польшу и истребил некоторые магазины, заведённые Бутурлиным. «Король прусский, — писала она, — такие бесславные и оскорбительные оружию нашему толкования рассеет, что оныя, наконец, у многих дворов худую импрессию произвести могут».
С восшествием на престол Петра III Бутурлин был отозван из армии и вновь назначен генерал-губернатором в Москву. Екатерина II пожаловала ему грамоту с прописанием в ней всей его службы и наград, а также шпагу, осыпанную бриллиантами.
Скончался в Москве 31 августа (11 сентября) 1767 года в собственном доме на Солянке (в настоящее время является Выявленным объектом культурного наследия) и был погребён в церкви Св. Георгия на Большой Дмитровке в Георгиевском монастыре (А. В. Экземплярский указывает на погребение в Санкт-Петербурге в Александро-Невской лавре, что не отмечено в Петербургском некрополе).

## Семья
Был дважды женат:
1. жена с 1720-х годов княжна Анна Михайловна Голицына (1699—1727), дочь фельдмаршала М. М. Голицына.
2. жена с 1730 года княжна Екатерина Борисовна Куракина (1703—1772), дочь князя Б. И. Куракина; в 1718 году была невестой графа М. Г. Головкина, об этом браке хлопотал его отец, но безуспешно. Похоронена рядом с мужем в Александро-Невской лавре.
  - Пётр Александрович (1734—1789), в крещении Иона, тайный советник, камергер; с 1758 года женат на фрейлине графине Марии Романовне Воронцовой (1738—1765), их дети Дмитрий Бутурлин и Елизавета Дивова.
  - Варвара Александровна (1742—1784), с 1763 года замужем за князем Василием Владимировичем Долгоруковым (1738—1782).
  - Екатерина Александровна (1750—1811), с 1774 года замужем за князем Юрием Владимировичем Долгоруковым (1740—1830), этот брак долгое время не признавался Синодом. Их дети были записаны на имя Василия Владимировича, а Варвара Александровна даже имитировала беременность (своих детей у неё не было). В 1785 году Долгоруков подал прошение о признании брака и детей законными. В конце концов синод и Екатерина II уважили его просьбу.